# Stimuleringsregeling Duurzame Energieproductie en Klimaattransitie
De Stimuleringsregeling Duurzame Energieproductie en Klimaattransitie (SDE++ vanaf 2020, eerder SDE en SDE+ (Stimuleringsregeling Duurzame Energieproductie))  is een ministeriële regeling om de productie van schone, duurzame energie en CO2-reducerende projecten te stimuleren. Het is geregeld in het Besluit stimulering duurzame energieproductie en de Algemene uitvoeringsregeling stimulering duurzame energieproductie en voor 2013 de Regeling aanwijzing categorieën duurzame energieproductie 2013. De regeling is de opvolger van de Ministeriële regeling Milieukwaliteit Elektriciteitsproductie (MEP). In tegenstelling tot de MEP geeft de SDE ook een vergoeding bij levering van groen gas (opgewerkt biogas) aan het gasnet. Sinds de SDE+ richt de regeling zich op bedrijven en (non-profit)instellingen, de SDE richtte zich daarnaast ook op particulieren. Op 1 januari 2020 is de SDE+ vervangen door de Stimuleringsregeling Duurzame Energieproductie en Klimaattransitie (SDE++) (In publicaties voor 2021 ook wel Stimuleringsregeling Duurzame Energietransitie genoemd). De uitvoering wordt gedaan door Rijksdienst voor Ondernemend Nederland. 

## Geschiedenis

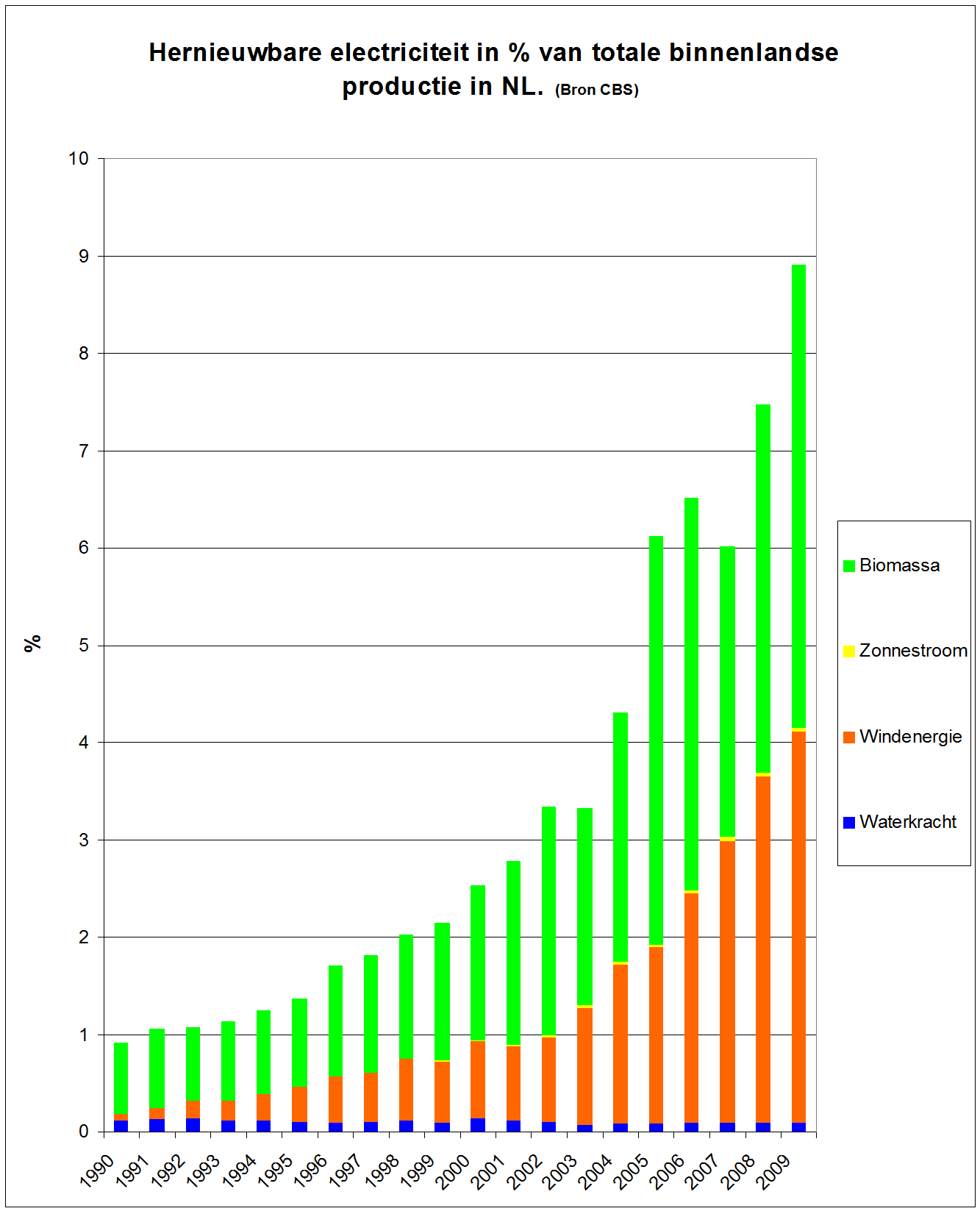
Aandeel duurzame elektriciteit uit binnenlandse energiebronnen (in % van het totale elektriciteitsverbruik in Nederland)

In de periode van 2006 tot 2010 haalde Nederland gemiddeld zo'n 3,8% van alle verbruikte energie uit duurzame bronnen. In 2014 was dit gestegen naar 4,5%. De Europese doelstelling voor Nederland in 2020 is 14% hetgeen ook is afgesproken in het SER-Energieakkoord. In het regeerakkoord van Rutte II was nog uitgegaan van 16%. Om dit te bereiken is er een subsidieregeling in het leven geroepen. In 2007 autoriseerde de Europese Unie deze regeling binnen de regels voor staatssteun.
De SDE-regeling ging in op 1 januari 2008 en was een reactie op de MEP van 2003, waarbij er geen maximum aan de te vergeven subsidie was gesteld. Bij de invoering bleek de interesse vele malen groter dan waar van tevoren door de overheid van uit was gegaan. Zodoende besloot de overheid de subsidie op de aanschaf van zonnepanelen en zonneboilers af te schaffen.
De SDE geeft een vergoeding per opgewekte hoeveelheid elektriciteit. Bij de invoering van de SDE werd ook een wijziging ingevoerd in de wet over salderen. Dit houdt in dat de teruggeleverde energie mag worden afgetrokken van het verbruik. Op die manier krijgt de particulier dezelfde prijs voor de teruglevering als wat wordt betaald voor de stroom die op een ander tijdstip wordt afgenomen. In eerste instantie was dit mogelijk tot 3500 kWh. Die limiet is later afgeschaft. Als er meer energie wordt opgewekt dan verbruikt, dan ontvangt de opwekker over het meerdere slechts de terugleververgoeding die de energieleverancier aanbiedt.
In 2011 werd de subsidieregeling grondig gewijzigd en de naam veranderd in SDE+. De regeling is niet meer bedoeld voor particulieren en meer gericht op economische efficiëntie. In 2011 ging 1248 miljoen euro naar de publiek-private samenwerking op het gebied van groengasprojecten die van biomassa biobrandstof maken. en biovergisters en 217 miljoen naar windenergie.
In het kader van de doelen uit het Klimaatakkoord voor 2030 en 2050 (respectievelijk 49% en 95% CO2-reductie ten opzichte van 1990), is besloten om de SDE+ in 2020 te verbreden naar de SDE++. Naast projecten voor de productie van duurzame energie, komen ook CO2-reducerende projecten in aanmerking voor de subsidie. Daarbij is niet langer bepalend hoeveel kWh duurzame energie per hoeveelheid verstrekte subsidie wordt opgewekt, maar hoeveel ton CO2-uitstoot wordt voorkomen. Alle verschillende meetbare eenheden (o.a. kWh elektriciteit, m3 waterstof) worden daarom omgerekend naar de hoeveelheid voorkomen CO2-uitstoot, waarmee ze worden gerangschikt op efficiëntie. De meest efficiënte projecten maken als eerste aanspraak op de subsidie. Onder SDE+ golden daarbij geen plafonds voor bepaalde technieken; onder SDE++ zijn deze er wel, bijvoorbeeld voor CCS. Hoewel de subsidie expliciet is opengesteld voor bepaalde nieuwe categorieën, lijken deze in 2019 in de praktijk niet in aanmerking te komen wegens een te lage efficiëntie. Dit geldt onder meer voor blauwe waterstofproductie en groene waterstofproductie middels elektrolyse. Door middel van deze uitbreiding komen meer soorten technieken in aanmerking voor subsidie, waaronder CCS en de productie van groene waterstof.

## Principe
De opwekker bespaart energiekosten door de stroom direct te gebruiken, kan soms salderen of krijgt een terugleververgoeding van de energieleverancier. Deze inkomsten zijn echter niet altijd voldoende om de investering in de duurzame energieproductie terug te verdienen. De SDE compenseert het verschil tussen deze inkomsten per kilowattuur (kWh) en de productiekosten per kWh. De subsidie wordt toegekend voor een periode van 12 tot 15 jaar waarbij de subsidie jaarlijks wordt uitbetaald op basis van de werkelijke hoeveelheid opgewekte duurzame energie.
Het subsidiebedrag compenseert de meerprijs voor de opwekking van duurzame energie en wordt jaarlijks vastgesteld op basis van twee bedragen: het basis- en het correctiebedrag.
- Het basisbedrag is de gemiddelde kostprijs van een installatie (bijvoorbeeld zonnepanelen) uitgedrukt in €/kWh. Het basisbedrag wordt ieder jaar per productgroep door de overheid bepaald en toegewezen aan de eigenaar die een dergelijke installatie in hetzelfde jaar bouwt. Dit basisbedrag staat voor een aantal jaar vast (bijvoorbeeld 15 jaar bij zonnepanelen).
- Het correctiebedrag is de gemiddelde elektriciteitsprijs van een jaar. Dit bedrag wordt ieder jaar door de overheid bepaald en zou gelijk moeten zijn aan de terugleververgoeding die de energieleverancier betaalt.
- Het subsidiebedrag dat de investeerder in de duurzame opwekking krijgt per kWh is het toegewezen basisbedrag min het correctiebedrag.

Theoretisch zou het subsidiebedrag plus de vergoeding van de energieleverancier gelijk moeten zijn aan het basisbedrag welke weer gelijk is aan de prijs per kWh die de investeerder nodig heeft om de investering binnen een bepaalde tijd met een kleine winstmarge terug te verdienen.

### Onzekerheden
Het basisbedrag is een gemiddelde kostprijs van een totale productgroep, bijvoorbeeld windturbines op land. De omstandigheden zijn echter niet overal gelijk, waardoor de kWh-productie varieert. Bijvoorbeeld: windturbines in het binnenland behalen minder productie dan turbines direct aan de kust. Per 2015 wordt het subsidiebedrag aangepast aan de hoeveelheid wind in een bepaalde regio.
De overheid bepaalt jaarlijks het correctiebedrag. Dit maakt de regeling politiek gevoelig. Een duurzaam kabinet kan besluiten het correctiebedrag lager in te schatten dan de werkelijke gemiddelde energieprijs zodat het subsidiebedrag toeneemt. Een spaarzaam kabinet kan het tegenovergestelde besluiten waardoor de inkomsten voor de investeerder dalen.

### Goedkopere duurzame energie eerst
De financiering wordt in fases opengesteld. In de eerste fase wordt er een laag bedrag per kWh beschikbaar gesteld. Later in het jaar wordt de regeling opengesteld voor duurzame energieprojecten die minder rendabel zijn. Hierdoor krijgen de technieken die het minste geld nodig hebben per kWh voorrang. In 2011 en 2012 was het budget hierdoor al op voordat de tweede fase werd opengesteld. Een risico hiervan is dat bedrijven een te laag bedrag aanvragen, en daardoor de investering uiteindelijk moeten annuleren omdat ze het financieel niet rond krijgen. Sinds 2014 is het daarom verplicht een haalbaarheidsstudie toe te voegen aan de SDE-aanvraag.

## Budget
Het beschikbare budget per categorie wordt jaarlijks rond 1 april bekendgemaakt. Op dat moment gaat ook de inschrijving van de subsidie open. Voor de subsidie geldt 'op is op'. Ten tijde van de SDE was er een maximum in elke categorie. Een aantal categorieën (zonnepanelen en biomassa) werden jaarlijks overtekend terwijl het budget voor andere categorieën (wind op land) grotendeels ongebruikt bleef. Zodoende werd het totale budget dat beschikbaar is gesteld nooit volledig vergeven, ondanks dat er in de totale markt voldoende vraag naar is. Sinds 2011, het beginjaar van de SDE+, is er een budget voor alle categorieën samen.
Bovendien moet de SDE aangevraagd worden voordat de middelen geïnstalleerd worden. De SDE was ook beschikbaar voor particulieren, die na de toekenning van de subsidie vaak alsnog afzagen van de investering. Hierdoor bleef een groot deel van het budget liggen. Sinds de invoering van de SDE+ is het niet meer mogelijk voor particulieren om gebruik te maken van de regeling.

## Financiering
Tot en met 2009 werd de SDE gefinancierd uit de aardgasbaten en energiebelasting. Na 2009 komt de financiering uit een opslag van de energierekening van burgers en bedrijven.
De Opslag Duurzame Energie (ODE) werd vanaf 2013 via de energierekening geïnd. Deze opslag was gekoppeld aan de afgenomen hoeveelheden (kWh) stroom en (m3) aardgas, bij kleinverbruik is de ODE groter dan bij grootverbruik. De hoogte is snel gegroeid. Voor kleingebruik was de ODE in 2014 voor gas 0,46 cent per m3, voor stroom 0,23 cent per kWh. In 2015 was dit 0,74 cent en 0,36 cent; in 2016 wordt dit 1,13 cent en 0,56 cent. Over dit bedrag wordt ook BTW geheven waardoor in 2016 het een gemiddelde huishouden 44 euro zal kosten. In 2014 was het totale budget van de SDE+ € 3,5 miljard. met ingang van 1 januari 2023 werd de ODE afgeschaft en vind de opslag weer via plaats via de energiebelasting.

## Andere stimuleringsmaatregelen voor duurzame energieproductie
Het Energie-investeringsaftrek (EIA) is een maatregel waarbij bedrijven energiebesparende investeringen kunnen aftrekken van de belasting. Investeringssubsidie Duurzame Energie en Energiebesparing (ISDE) is een subsidieregeling voor bedrijven en particulieren om energiebesparende maatregelen te treffen. Alleen bedrijven kunnen bij het installeren van zonnepanelen ISDE-subsidie aanvragen. Zonnepanelen worden gezien als onroerende goederen en voor de kosten kan een hypotheek worden afgesloten, welke via de hypotheekrenteaftrek aftrekbaar is. Ook bestaan er stimuleringsmaatregelen van gemeentes en duurzame banken.